# 社会帝国主義
社会帝国主義（しゃかいていこくしゅぎ、英語: Social Imperialism, ドイツ語: Sozialimperialismus）とは、政治用語の一種。ヴラジーミル・レーニン(Владимир Ленин)はこの言葉について「言葉は社会主義者、実際の振る舞いは帝国主義者」と表現した。「社会帝国主義者」はマルクス主義者による言葉であり、軽蔑のニュアンスを込めて用いられることが多い。差し迫った欧州戦争（第一次世界大戦）に対する国際労働者運動の立場、とりわけ、ドイツ社会民主党に関して、20世紀初頭の議論の際にマルクス主義者の間で初めて使用された。ローザ・ルクセンブルク(Rosa Luxemburg)は1915年に論考『国際社会の再構築』を執筆している。この文脈では、「社会排外主義」「社会愛国主義」という用語に似通ってはいるが、同じ意味で使うことはできない。毛沢東は1964年7月に論考を発表し、「帝国主義が存在する限り、社会主義諸国の無産階級労働者は、国内の有産階級に対しても、国際帝国主義に対しても立ち向かわねばならない。帝国主義は、あらゆる機会を捉えて社会主義諸国に対する武力介入を狙うか、あるいは社会主義諸国を穏やかな形で崩壊させようとするであろう。社会主義国を破壊するか、資本主義に堕落させようとして全力を尽くすであろう。国際階級闘争は、必然的に社会主義諸国の内部に反映されることになる」「ソ連共産党第22回党大会で、修正主義者であるニキータ・フルシチョフ(Никита Хрущев)の一派は、『平和共存』『平和的移行』という反革命理論を策定したうえに、『ソ連においては、プロレタリアートによる独裁はもはや不要であるというだけでなく、不可能である』と宣言することにより、修正主義を完全な体系に発展させた。彼らは『全人民のための国家』『全人民のための党』という、ばかげた理論を提示している」「ソ連共産党第22回党大会の場でフルシチョフが発表した政治綱領は、偽りの共産主義綱領であり、プロレタリアート革命に反対し、労働者の党による独裁を廃止しようとする修正主義的なものである」「修正主義者であるフルシチョフが発表したプロレタリアートによる独裁の廃止は、社会主義と共産主義への裏切りに他ならない」と書いた。アルバニア共産党のエンヴェル・ホッジャ(Envel Hoxha)は、「我々マルクス主義者は、階級の基準によって自らを導き、その立場に従い、君主、イラン国王、反動派閥が支配する国家ではなく、人民、プロレタリアート、真の意味での民主主義、主権と自由を支援する。我々は、『超大国のくびきから解放されたい』と願う人々と民主主義国家を支援する。しかしながら、『正しい道を進み、君主の階級基準と一致し、超大国や、超大国と結びついた国際的独占に立ち向かわない限り、これらを適切に行うことは不可能である』と強調しておきたい」「中国の指導部は、この複雑な階級の問題について、『一つにまとめあげることで解決できた』と主張しているが、この解決策はマルクス主義に反するものだ。中国の指導部の主張に反し、「第一世界」に対する、あるいはアメリカ帝国主義やソ連の社会帝国主義、あるいは「第二世界」に対する闘争を目的に掲げている第三世界の国家はほとんど存在しない」と書いた。ミロヴァン・ジラス(Milovan Djilas)は、ソ連による東ヨーロッパの占領と経済搾取やユーゴスラヴィアに対するソ連の敵対的な政策について、「ソ連帝国主義」と呼んだ。ヨシップ・ブロズ・ティトー(Јосип Броз Тито)はヨシフ・スターリン(Иосиф Сталин)のソ連と対立していた。
1994年7月、日本共産党は、スターリンのソ連について「社会帝国主義」と呼んだ。

## ドイツにおける社会帝国主義
ドイツの歴史家、ハンス・ウルリッヒ・ヴェーラーは「社会帝国主義」について「社会的・政治的現状を維持する目的で、内部の緊張や変化の力を外部に向けること」「ドイツの社会経済構造に対する工業化の破壊的影響」に対抗するための『防衛的な政治思想』と定義した。ヴェーラーによれば、「社会帝国主義はドイツ政府が国民の注意を国内問題から逸らさせ、既存の社会的および政治的秩序を維持することを可能にする方策である」という。ヴェーラーは、国家の指導者の精鋭は社会帝国主義を利用することによって分裂した社会をまとめ上げ、社会の現状に対する国民の支持を維持している、と主張した。ヴェーラーは「1880年代のドイツの植民地政策は社会帝国主義が実践された最初の例であり、1897年からはティルピッツ計画が推進された」と主張した。この観点で、植民地や海軍連盟の存在については、政府が国民の支持を集めるための手段であった、という。第一次世界大戦におけるヨーロッパとアフリカの大部分の併合要求について、ヴェーラーは「社会帝国主義の最高潮である」と考えている。
イングランドの歴史家、ジェフ・イーリーは、「ヴェーラーによる社会帝国主義理論には3つの欠陥がある」と主張している。
- 第一に、ヴェーラーは、アルフレート・フォン・ティルピッツ(Alfred von Tirpitz)やベルンハルト・フォン・ビューロー(Bernhard von Bülow)のような指導者たちの洞察力は実際以上のものであった、と評価している[10]

- 第二に、ドイツに対する帝国主義政策を主張した右翼的な圧力団体の多くは政府が結成したものではなく、彼らは政府が実施しようとしていたもの以上にはるかに強硬的な政策を要求していた[11]

- 第三に、これら帝国主義の陳情活動団体の多くは、国外の帝国主義に加えて、国内の政治的・社会的改革政策も要求していた[11]

イーリーは、「社会帝国主義について考える際に必要なのは、上下からの相互作用を伴った大局的な視点と、外国における帝国主義と国内政治との関係についてのより広範な視野だ」と主張した。
イングランドの歴史家、ティモスィー・メイスンは、「第二次世界大戦の原因は社会帝国主義である」と主張した。ドイツの外交政策は国内の政治的配慮による影響が強く、第二次世界大戦の開戦は「社会帝国主義の野蛮な変種である」という。メイスンは「ナチス・ドイツはある時点で大規模な領土拡大戦争に傾倒していた」「そのような戦争開始の時宜は、国内における政治的圧力、とくに、経済恐慌が強く関係していた」という。メイスンによれば、1939年までに、再軍備によるドイツ経済の「過熱」、熟練労働者の不足によるさまざまな再軍備計画の失敗、ドイツの社会政策の破綻がもたらした産業不安、そして、ドイツ人の労働者階級の生活水準が急激に低下した。これにより、アドルフ・ヒトラー(Adolf Hitler)は、自分が望まぬ時宜、状況、場所で戦争することを余儀なくされた、という。
メイスンによれば、ドイツ経済が深刻な危機に直面したとき、ドイツの生活水準を支えるにあたり、略奪される可能性があった東ヨーロッパの領土を奪取する「強奪」政策を決定したという。メイスンは「ドイツの外交政策は、アンシュルス以降の日和見主義的な「次の犠牲者」症候群に突き動かされており、外交政策が成功するたびに『攻撃的な意図の乱雑さ』が醸成されていった」と説明した。
独ソ不可侵条約に署名したのち、「イギリスやフランスとの戦争の危険を冒してでもポーランドに侵攻する」との決定は、『我が闘争』『ヒトラー第二の書』(Hitlers Zweites Buch)で概説されているヒトラーの外交政策の放棄であった。当時のドイツは、経済の破綻を防ぐために外国の領土を占領して奪い取る必要性に迫られていたという。
歴史家のリチャード・オウヴェリーは、メイスンとの歴史論争で「1939年の時点でドイツが経済問題に直面していたのは確かだが、それだけではポーランドへの侵攻を説明できない」と反論した。